# Puchar Świata w szachach 2005

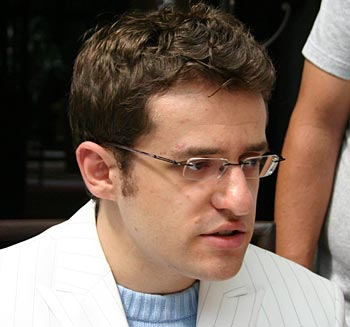
Lewon Aronian, zdobywca Pucharu Świata 2007

Puchar Świata w Szachach 2005 odbył się w dniach 26 listopada–17 grudnia 2005 roku w rosyjskim mieście Chanty-Mansyjsk. Turniej był kontynuacją rozgrywanych w latach 1997–2004 mistrzostw świata systemem pucharowym, z tą różnicą, iż nie wyłonił kolejnego mistrza świata, ale grupę 11 szachistów, którzy w roku 2007 w Eliście wraz z Péterem Lékó, Rustamem Kasimdżanowem, Judit Polgár, Aleksiejem Szyrowem i Michaelem Adamsem rozegrali mecze o awans do ostatniego etapu walki o tytuł mistrza świata, którym był turniej w Meksyku.

## Przebieg turnieju
W Pucharze Świata 2005 wystąpiło 127 zawodników (Władimir Akopian nie przyjechał z powodu złego stanu zdrowia), w tym 9 z rankingiem powyżej 2700 punktów. Rozegrali oni 7 rund klasycznym systemem pucharowym, w każdej rundzie grając dwie partie tempem klasycznym, w przypadku remisu – kolejne dwie tempem szachów szybkich, następnie (ponownie w przypadku wyniku remisowego) – dwie partie tempem błyskawicznym. Jeśli po sześciu partiach wynik brzmiał 3 – 3, rozgrywano decydującą partię, przed którą losowano kolory bierek. Zawodnik grający białymi miał do dyspozycji 6 minut i aby awansować musiał wygrać, natomiast jego przeciwnik otrzymywał 5 minut i do awansu wystarczał mu remis.
W pierwszych rundach zanotowano kilka zaskakujących rezultatów, spośród których największą sensacją było wyeliminowanie w II rundzie rozstawionego z numerem 1 Wasilija Iwanczuka (2748), który przegrał z Iwanem Czeparinowem (2618, nr 64). W rundzie tej z turniejem pożegnali się również Wiktor Bołogan (2682, nr 14) oraz Szachrijar Mamediarow (2674, nr 19), natomiast w III rundzie swoje pojedynki przegrali m.in. Aleksiej Szyrow (2710, nr 6), Tejmur Radżabow (2704, nr 8), Siergiej Tiwiakow (2699, nr 10), Ivan Sokolov (2696, nr 11) oraz Lazaro Bruzon (2677, nr 16). W rundzie IV zawodnicy rozegrali 8 pojedynków, których zwycięzcy byli już pewni awansu do dalszego etapu walki o tytuł mistrza świata. Spośród przegranych, jeszcze 3 szachistów miało szanse dołączyć do grupy zdobywającej awans i rozstrzygnięcia te zapadły w rundzie V. Kolejne rundy ustaliły ostateczną kolejność najlepszej szesnastki zawodów. W finale turnieju spotkali się Lewon Aronian (2724, nr 3) oraz były mistrz świata Rusłan Ponomariow (2704, nr 9). Po dwóch remisach, Aronian dwukrotnie pokonał w partiach szybkich swojego przeciwnika i zdobył Puchar Świata.
W turnieju wystąpiło trzech reprezentantów Polski, nie osiągając sukcesów. Michał Krasenkow (2655, nr 33) i Bartłomiej Macieja (2591, nr 78) odpadli w I rundzie, przegrywając odpowiednio z Farruchem Amonatowem (2572, nr 96) oraz Zacharem Jefimenką (2637, nr 51), natomiast Robert Kempiński (2619, nr 63) po pokonaniu Rafaela Waganiana (2614, nr 66) w II przegrał z Étienne Bacrotem (2725, nr 2) i odpadł z dalszych rozgrywek.

## Szczegółowe wyniki
I runda

- Ołeksandr Bielawski –  Baadur Dżobawa 1 – 3
- Krishnan Sasikiran –  Aleksiej Iljuszyn 1½ – ½
- Siergiej Rublewski –  Đào Thiên Hải 1½ – ½
- Siergiej Tiwiakow –  Slim Belkhodja 2 – 0
- Jewhen Mirosznyczenko –  Oleg Korniejew 1.5 – 2½
- Konstantin Sakajew –  Darcy Lima 2 – 0
- Zwiad Izoria –  Siergiej Erenburg 3 – 4
- Etienne Bacrot –  Stanley Chumfwa 2 – 0
- Robert Kempiński –  Rafael Waganian 3 – 1
- Artiom Timofiejew –  Jewgienij Agrest 2½ – 1½
- Emil Sutowski –  Hichem Hamdouchi 2½ – 1½
- Joel Lautier –  Aleksiej Pridorożnij 3 – 1
- Julio Granda Zuniga –  Aleksandr Iwanow ½ – 1½
- Szachrijar Mamediarow –  Nurłan Ibrajew 2½ – 1½
- Jewgienij Najer –  Ehsan Ghaem Maghami 1½ – ½
- Aleksiej Szyrow –  Kirił Kudierinow  1½ – ½
- Wasilios Kotronias –  Ni Hua  1½ – ½
- Pawło Eljanow –  Siergiej Kudrin 2½ – 1½
- Michaił Gurewicz –  Robert Markus 2½ – 1½
- Ivan Sokolov –  Antoaneta Stefanowa 1½ – ½
- Michaił Kobalija –  Zhang Zhong 1½ – 2½
- Władimir Małachow –  Wang Hao 1½ – ½
- David Navara –  Predrag Nikolić 3½ – 3½
- Lewon Aronian –  Ali Frhat 2 – 0
- Gilberto Milos –  Darmen Sadwakasow ½ – 1½
- Siergiej Kariakin –  Csaba Balogh 1½ – 2½
- Ołeksandr Areszczenko –  Aleksander Stripunski 2 – 0
- Wiktor Bołogan –  Carlos Matamoros Franco 2 – 0
- Zachar Jefimenko  –  Bartłomiej Macieja 3 – 1
- Francisco Vallejo Pons –  Li Shilong 3 – 1
- Dmitrij Jakowienko –  Rafael Leitao 1½ – 2½
- Aleksandr Griszczuk –  Gaston Needleman 2 – 0
- Andrei Istrățescu –  Lubomir Ftaćnik 2½ – 1½
- Aleksandr Chalifman –  Ernesto Inarkijew 2½ – 1½
- Wadim Zwiagincew –  Jurij Szulman 3½ – 3½
- Gata Kamski –  Zhao Jun 1½ – ½
- Paweł Smirnow –  Dmitrij Boczarow ½ – 1½
- Ilia Smirin –  Walter Arencibia 2½ – 1½
- Karen Asrian –  Wang Yue ½ – 1½
- Boris Gelfand –  Watu Kobese 2 – 0
- Rubén Felgaer –  Grigorij Kajdanow 1½ – ½
- Hikaru Nakamura –  Surya Ganguly 0 – 2
- Wadim Miłow –  Lewan Pantsulaia ½ – 1½
- Aleksiej Driejew –  Pascal Charbonneau 2 – 0
- Siergiej Mowsesjan –  Mark Paragua ½ – 1½
- Pentala Harikrishna –  Yu Shaoteng 3 – 1
- Giovanni Vescovi –  Utut Adianto 1½ – ½
- Wasyl Iwanczuk –  Aleksandr Sibriajew 1½ – ½
- Iwan Czeparinow –  Aleksiej Fiodorow 2½ – 1½
- Zurab Azmaiparaszwili –  Magnus Carlsen 1 – 3
- Michał Krasenkow –  Farruch Amonatow 1 – 3
- Lazaro Bruzon –  Nikołaj Kabanow 2½ – 1½
- Aleksander Oniszczuk –  Walerij Popow 1½ – ½
- Jewgienij Bariejew –  Rodrigo Vasquez 1½ – ½
- Arkadij Naiditsch –  Paweł Kocur 1½ – ½
- Tejmur Radżabow –  Diego Flores 2 – 0
- Jewgienij Aleksiejew –  Murtas Każgalejew ½ – 1½
- Ołeksandr Moisejenko –  Jurij Kuzubow 2 – 0
- Loek van Wely –  Artaszes Minasian 2 – 0
- Rusłan Ponomariow –  Ahmed Adly 1½ – ½
- Aleksandr Motylow –  Michael Roiz 1½ – ½
- Andrij Wołokitin –  Cao Sang ½ – 1½
- Ye Jiangchuan  –  Xu Jun ½ – 1½
- mecz  Wladimir Hakopian –  Gary Lane nie odbył się z powodu absencji Ormianina

II runda
Gary Lane (Australia) – Baadur Dżobawa (Gruzja) 0,5:1,5
Krishnan Sasikiran (Indie) – Siergiej Rublewski (Rosja) 2,5:3,5
Siergiej Tiwiakow (Holandia) – Oleg Korniejew (Rosja) 4:3
Konstantin Sakajew (Rosja) – Siergiej Erenburg (Izrael) 2,5:1,5
Etienne Bacrot (Francja) – Robert Kempiński (Polska) 1,5:0,5
Artiom Timofiejew (Rosja) – Emil Sutowski (Izrael) 1,5:2,5
Joel Lautier (Francja) – Aleksander Iwanow (USA) 1,5:0,5
Szachrijar Mamediarow (Azerbejdżan) – Jewgienij Najer (Rosja) 3:4
Aleksiej Szyrow (Hiszpania) – Vasilios Kotronias (Grecja) 2:0
Paweł Eljanow (Ukraina) – Michaił Gurewicz (Belgia) 1,5:2,5
Ivan Sokolov (Holandia) – Zhang Zhong (Chiny) 2:0
Władimir Małachow (Rosja) – Predrag Nikolić (Bośnia i Hercegowina) 2:0
Lewon Aronian (Armenia) – Darmen Sadwakasow (Kazachstan) 2:0
Csaba Balogh (Węgry) – Ołeksandr Areszczenko (Ukraina) 0,5:1,5
Wioreł Bołogan (Mołdawia) – Zachar Jefimenko (Ukraina) 0:2
Francisco Vallejo Pons (Hiszpania) – Rafael Leitao (Brazylia) 1,5:0,5
Aleksandr Griszczuk (Rosja) – Andrei Istrățescu (Rumunia) 2:0
Aleksandr Chalifman (Rosja) – Jurij Szulman (USA) 3,5:3,5
Gata Kamski (USA) – Dmitrij Boczarow (Rosja) 3:1
Ilia Smirin (Izrael) – Wang Yue (Chiny) 2,5:1,5
Boris Gelfand (Izrael) – Ruben Felgaer (Argentyna) 2,5:1,5
Surya Sekhar Ganguly (Indie) – Lewan Pantsulaia (Gruzja) 1,5:2,5
Aleksiej Driejew (Rosja) – Mark Paragua (Filipiny) 3,5:2,5
Pentala Harikrishna (Indie) – Giovanni Vescovi (Brazylia) 4:2
Wasilij Iwańczuk (Ukraina) – Iwan Czeparinow (Bułgaria) 0,5:1,5
Magnus Carlsen (Norwegia) – Farruch Amonatow (Tadżykistan) 1,5:0,5
Lazaro Bruzon (Kuba) – Aleksander Oniszczuk (USA) 2,5:1,5
Jewgienij Bariejew (Rosja) – Arkadij Naiditsch (Niemcy) 1,5:0,5
Tejmur Radżabow (Azerbejdżan) – Murtas Każgalejew (Kazachstan) 2,5:1,5
Ołeksandr Moisejenko (Ukraina) – Loek van Wely (Holandia) 3:4
Rusłan Ponomariow (Ukraina) – Aleksandr Motylow (Rosja) 2,5:1,5
Cao Sang (Węgry) – Xu Jun (Chiny) 0,5:1,5
III runda
Baadur Dżobawa (Gruzja) – Siergiej Rublewski (Rosja) 1,5:2,5
Siergiej Tiwiakow (Holandia) – Konstantin Sakajew (Rosja) 0:2
Etienne Bacrot (Francja) – Emil Sutowski (Izrael) 3:1
Joel Lautier (Francja) – Jewgienij Najer (Rosja) 3,5:2,5
Aleksiej Szyrow (Hiszpania) – Michaił Gurewicz (Belgia) 0,5:1,5
Ivan Sokolov (Holandia) – Władimir Małachow (Rosja) 0,5:1,5
Lewon Aronian (Armenia) – Ołeksandr Areszczenko (Ukraina) 1,5:0,5
Zachar Jefimenko (Ukraina) – Francisco Vallejo Pons (Hiszpania) 1:3
Aleksandr Griszczuk (Rosja) – Jurij Szulman (USA) 2,5:1,5
Gata Kamski (USA) – Ilia Smirin (Izrael) 3,5:2,5
Boris Gelfand (Izrael) – Lewan Pantsulaia (Gruzja) 4:2
Aleksiej Driejew (Rosja) – Pentala Harikrishna (Indie) 2,5:1,5
Iwan Czeparinow (Bułgaria) – Magnus Carlsen (Norwegia) 1:3
Lazaro Bruzon (Kuba) – Jewgienij Bariejew (Rosja) 1,5:2,5
Tejmur Radżabow (Azerbejdżan) – Loek van Wely (Holandia) 1,5:2,5
Rusłan Ponomariow (Ukraina) – Xu Jun (Chiny) 2:0
IV runda
Siergiej Rublewski (Rosja) – Konstantin Sakajew (Rosja) 1,5:0,5
Etienne Bacrot (Francja) – Joel Lautier (Francja) 2,5:1,5
Michaił Gurewicz (Belgia) – Władimir Małachow (Rosja) 2,5:1,5
Lewon Aronian (Armenia) – Francisco Vallejo Pons (Hiszpania) 2,5:1,5
Aleksandr Griszczuk (Rosja) – Gata Kamski (USA) 1,5:0,5
Boris Gelfand (Izrael) – Aleksiej Driejew (Rosja) 3,5:2,5
Magnus Carlsen (Norwegia) – Jewgienij Bariejew (Rosja) 1,5:2,5
Loek van Wely (Holandia) – Rusłan Ponomariow (Ukraina) 0:2
V runda
Mecze o dziewiąte miejsce
Konstantin Sakajew (Rosja) – Gata Kamski (USA) 0,5:1,5
Joel Lautier (Francja) – Magnus Carlsen (Norwegia) 0,5:1,5
Władimir Małachow (Rosja) – Aleksiej Driejew (Rosja) 1,5:0,5
Francisco Vallejo Pons (Hiszpania) – Loek van Wely (Holandia) 2,5:1,5
Ćwierćfinały
Siergiej Rublewski (Rosja) – Etienne Bacrot (Francja) 0,5:1,5
Michaił Gurewicz (Belgia) – Lewon Aronian (Armenia) 0,5:1,5
Aleksandr Griszczuk (Rosja) – Boris Gelfand (Izrael) 4:2
Jewgienij Bariejew (Rosja) – Rusłan Ponomariow (Ukraina) 0,5:1,5
VI runda
Mecze o trzynaste miejsce
Konstantin Sakajew (Rosja) – Aleksiej Driejew (Rosja) 0,5:1,5
Joel Lautier (Francja) – Loek van Wely (Holandia) 2,5:3,5
Mecze o dziewiąte miejsce
Gata Kamski (USA) – Francisco Vallejo Pons (Hiszpania) 3,5:2,5
Magnus Carlsen (Norwegia – Władimir Małachow (Rosja) 3,5:2,5
Mecze o piąte miejsce
Siergiej Rublewski (Rosja) – Jewgienij Bariejew (Rosja) 1,5:2,5
Michaił Gurewicz (Belgia) – Boris Gelfand (Izrael) 0:2
Półfinały
Etienne Bacrot (Francja) – Lewon Aronian (Armenia) 0,5:1,5
Aleksandr Griszczuk (Rosja) – Rusłan Ponomariow (Ukraina) 1:3

## Ostateczna kolejność pierwszej szesnastki turnieju
| Miejsce | Zawodnicy              | Ranking | VII runda |
| ------- | ---------------------- | ------- | --------- |
| 1       | Lewon Aronian          | 2724    | 3 1       |
| 2       | Rusłan Ponomariow      | 2704    | 3 1       |
| 3       | Étienne Bacrot         | 2725    | 2½ 1½     |
| 4       | Aleksandr Griszczuk    | 2720    | 2½ 1½     |
| 5       | Jewgienij Bariejew     | 2675    | 2½ 1½     |
| 6       | Boris Gelfand          | 2717    | 2½ 1½     |
| 7       | Siergiej Rublewski     | 2652    | 1½ ½      |
| 8       | Michaił Gurewicz       | 2652    | 1½ ½      |
| 9       | Gata Kamski            | 2690    | 3 1       |
| 10      | Magnus Carlsen         | 2570    | 3 1       |
| 11      | Władimir Małachow      | 2670    | 1½ ½      |
| 12      | Francisco Vallejo Pons | 2674    | 1½ ½      |
| 13      | Aleksiej Driejew       | 2694    | 2½ 1½     |
| 14      | Loek van Wely          | 2648    | 2½ 1½     |
| 15      | Joël Lautier           | 2679    | 3½        |
| 16      | Konstantin Sakajew     | 2568    | 3½        |